# Sira (Flekkefjord)
Sira ist eine Ortschaft in der norwegischen Kommune Flekkefjord in der Provinz (Fylke) Agder. Der Ort hat 581 Einwohner (Stand: 1. Januar 2024).

## Geografie
Sira ist ein sogenannter Tettsted, also eine Ansiedlung, die für statistische Zwecke als eine Ortschaft gezählt wird. Der Ort liegt Nahe der Grenze zum Fylke Rogaland am Südufer des Sees Sirdalsvatnet, der vom Fluss Sira durchflossen wird. Die Sira fließt im Westen am Ort Sira vorbei und kurz darauf etwas südwestlich der Ortschaft in den See Lundevatnet.

## Geschichte und Kultur
In der Nähe des Ortes befindet sich der Heidenaltar im Ersdal. Die Bakke kirke in Sira ist eine Holzkirche aus dem Jahr 1670. Sie hat einen kreuzförmigen Grundriss.

## Verkehr
Der Bahnhof in Sira wurde 1943 eröffnet, als die Bahnstrecke Sørlandsbanen bis nach Moi in der Kommune Lund verlängert wurde. Die stillgelegte Flekkefjordbanen kann mit Eisenbahn-Draisinen befahren werden. Der Fylkesvei 467 führt parallel zur Sira in den Südwesten zum See Lundevatnet. Dort mündet die Straße in die Europastraße 39 (E39).
Die Bakke bru etwas südlich von Sira ist eine Straßenbrücke aus den 1840er-Jahren. Die Brücke ist Teil des Straßenabschnitts Tronåsen, der heute vor allem für touristische Zwecke genutzt wird und früher in die Westländische Hauptstraße (Vestlandske hovedvei) einging.